# Nautilus (geslacht)
Nautilus is een geslacht van inktvissen uit de familie Nautilidae. Hoewel Nautilus het typegeslacht van de familie is, en de familie al vanaf het begin van het Trias (252 miljoen jaar geleden) bestaat, dateren de oudst bekende fossiele vondsten van dit geslacht uit het Laat-Eoceen (40 Ma).

## Kenmerken
Deze dieren hebben een uitwendige schelp, die een serie luchtkamers bevat, waarmee het dier zijn drijfvermogen regelt. De laatstgevormde kamer dient als woonruimte voor het dier. De kamers zijn met elkaar verbonden door een siphunculus, een buis die vanaf de eerste, binnenste, kamer tot aan de laatste loopt. De siphunculus is gevuld met weefsel waardoor water en gas met de kamers uitgewisseld kan worden. De ademhaling geschiedt door middel van vier kieuwen. Het vrouwtje heeft zevenenveertig paar tentakels; bij het mannetje zijn vier tentakels samengegroeid, die zo de spadix vormen, waarmee tijdens de copulatie de spermatofoor wordt overgebracht. Voor overige kenmerken, zie de familie.

## Leefwijze
Het zijn aaseters en opportunistische predatoren, wat betekent dat ze levende prooien, zoals garnalen, pakken wanneer ze de kans krijgen. Dat doen ze met behulp van de tentakels. De dieren bewegen zich voort door middel van waterstraalaandrijving. Ze zuigen water op in de mantel en persen dat met kracht naar buiten door een trechtervormige tunnel die zich onder de tentakels bevindt. De dieren hebben een prima gezichtsvermogen. Beneden de fotische zone maken ze gebruik van hun reuk-, smaak- en tastvermogen.

## Voortplanting
De vrouwtjes leggen tweehonderd tot vijfhonderd eieren, waaruit planktontische larven komen, die een langzame ontwikkeling doormaken.

## Verspreiding
De soorten uit dit geslacht komen uitsluitend voor in het zoute water van de Indische- en Grote Oceaan. De huidige verspreiding is beperkt tot het continentaal plat van Zuidoost-Azië en het noordelijk deel van het Australaziatisch gebied, tot een diepte van vijfhonderd meter.

## Classificatie
Er zijn in de loop der tijd zo'n tachtig namen in dit geslacht gepubliceerd. Van een zestiental daarvan is de beschrijving onvoldoende om te bepalen welk taxon ermee bedoeld werd. Van ongeveer zestig namen is duidelijk om welke taxon het gaat maar wordt dat niet meer tot het geslacht Nautilus gerekend. In het leeuwendeel van de gevallen gaat het daarbij om organismen die nu tot een heel andere stam van het dierenrijk worden gerekend, zoals in het geval van Nautilus calcar Linnaeus, 1758, die nu in het geslacht Lenticulina in de stam Foraminifera wordt geplaatst. Twee namen zijn gepubliceerd voor soorten die nu in het nauw verwante geslacht Allonautilus worden geplaatst. Eén naam, Nautilus repertus Iredale, 1944, wordt beschouwd als de naam voor een bijzonder groot exemplaar van Nautilus pompilius. Er worden nog vier hedendaagse soorten in het geslacht onderscheiden:
- Nautilus belauensis W.B. Saunders, 1981
- Nautilus macromphalus G.B. Sowerby II, 1849
- Nautilus pompilius Linnaeus, 1758
- Nautilus stenomphalus G.B. Sowerby II, 1849